# Io e la mamma (romanzo)
Io e la mamma (Mama's Bank Account) è un romanzo semi-autobiografico scritto da Kathryn Forbes, pubblicato nel 1943 dalla Harcourt, Brace & World. In Italia l'opera è stata edita per la prima volta dalla Mursia nel 1964, all'interno della collana Corticelli, su traduzione dall'inglese di Giancarla Re Mursia.

## Trama
Katrin ricorda la sua infanzia, vissuta in una famiglia priva di una notevole disponibilità economica, ma con una madre sempre pronta a dare il tutto per tutto per non far mancare niente ai propri figli, facendoli sentire costantemente amati.

## Adattamenti
L'opera ha avuto fin dalla sua pubblicazione un'accoglienza favorevole, la quale ha portato a trarre da essa: due musical; la commedia per il teatro del 1944 I Remember Mama, scritta da John Van Druten; la serie televisiva Mama (andata in onda dal 1949 al 1957, per un totale di 172 episodi); il film del 1948 Mamma ti ricordo, candidato a cinque Oscar; un'ulteriore riduzione cinematografica diretta da Anton Giulio Majano, intitolata Ricordo la mamma (1957).

## Edizioni
- Kathryn Forbes, Io e la mamma, collana Corticelli, traduzione di Giancarla Re Mursia, Mursia, 1964,  p. 200.